# Пеги Зина
Панайо̀та Калио̀пи Хрисикопу̀лу (на гръцки: Παναγιώτα Καλλιόπη Χρυσικοπούλου), известна професионално като Пѐги Зѝна (на гръцки: Πέγκυ Ζήνα), е гръцка певица.
Родителите ѝ са родом от село Ситария близо до град Янина. Пеги започва да се занимава с музика от малка, започва да учи пиано на 5 години. Пее още от ученическите си години, а по-късно – пред различна аудитория в района на Атина. По същото време се записва в курсове по танци и актьорско майсторство и участва в училищни театрални постановки. Въпреки известния успех в Атина тя се ориентира към динамичната музикална сцена на град Солун, където се премества. Там започва да се налага като известна певица. Без да е издала албум, работи редом с една от най-големите звезди Лефтерис Пандазис. Към днешно време Пеги Зина е висок-профил артист в Гръцката музикална индустрия.

## Биография

### 1995 – 1999 г.: Дебютен албум и началото на успеха
Първият ѝ албум е издаден през 1995 г. и носи нейното име – „Πέγκη Ζήνα“. Голям успех има песента „Αν πασ με άλλη“ („Ако тръгнеш с друга“).
Вторият ѝ албум, носещ името „Ανέβαινες“ („Изкачване“), е издаден през 1998 г. и песните в него са по музика на Алекос Хрисовергис, а текстовете – на Спирос Ятрас. Заедно с Никос Куркулис и Янис Плутархос пеят всяка вечер в театър „Лидо“.

### 2000 – 2002 г.: Възходът на популярността
През 2000 г. Пеги подписва договор с Nitro Music и издава сингъла „Τι θ' ακούσω ακόμα“ („Какво ще чуя още“).
Година по-късно през пролетта на 2001 г. се появява и албумът „Ένα χάδι“ („Една ласка“).
Следващата година Пеги получава предложение от Танос Калирис да запише песен по негова музика, с която да участва в кастинга за избор на песен за конкурса „Евровизия“. Певицата приема с радост и записва песента „Love Is a Wonderful Thing“ („Любовта е нещо прекрасно“). До последния момент Пеги Зина е фаворит в конкурса, но в крайна сметка остава втора след Михалис Ракиндзис и песента му „S.A.G.A.P.O.“.
Песента обаче се превръща в голям хит и е включена в четвъртия самостоятелен албум на Пеги „Βρες έναν τρόπο…“ („Намерѝ начин…“), който излиза през май 2002 г. През лятото изненадва всички, като работи сама в театър „Астерия“ в Глифада. За пръв път в 35-годишната история на театъра изпълнител изнася самостоятелно над 100 представления. Гръцките артисти обикновено изнасят по две или три, за да осигурят на зрителите поне двучасово шоу.

### 2003 – 2004 г.:Minos EMIи „Μαζί σου“
След 5 години работа с Nitro Music Пеги сменя продуцентите си и преминава в гръцкия клон на световния мейджър EMI. Те издават петия ѝ албум „Μαζί σου“ („С теб“), който много бързо става златен, а през януари 2004 – и платинен. Песните в него са дело на най-добрите автори в Гърция – Йоргос Мукидис, Стелиос Хронис, Йоргос Кафедзопулос, Петрос Имвриос, Кирякос Пападопулос.
След изчерпване на първия тираж албумът е преиздаден. Включени са и три нови песни – два дуета с Никос Вертис: „Χάνομαστε“ („Губим се“) и „Είμαστε χώρια“ („Разделени сме“), както и песента „Δεν αξίζεις“ („Не заслужаваш“), която е кавър на суперхита „Dudu“, изпълнен от Таркан. Лятото прекарва в Атина, където заедно с Никос Вертис, Танос Петрелис и Апостолия Зои пеят в дискотека „Аполон“, а през зимния сезон – в „Пили аксиу“.

### 2004 – 2005 г.: „Ματώνω“ и „Νόημα“
През 2004 г. излиза албумът „Ματώνω“ („Кървя“), който също достига платинен статус, а на наградите на „Arion“ Пеги Зина печели награда за „Най-добра лаико певица“. През зимата на 2004 г. работи отново в „Аполон“ заедно с Нино и Костас Карафотис.
През 2005 г. издава два албума: сборния „Τα πρώτα χρόνια“ („Първите години“), който става златен, и студийния „Νόημα“ („Смисъл“), който е изцяло композиран от Йоргос Теофанус. „Νόημα“ е издаден с четири различни обложки и става златен за един ден, а по-късно – платинен. На наградите на „Arion“ певицата получава отново награда за „Най-добра лаико певица“ и награда за „Певица на годината“.

### 2006 – 2007 г.: „Ένα“ и „Τρέξε“
През 2006 г. издава албума „Ένα“ („Едно“). Заглавната песен става популярна още преди излизането на клипа, а след това – и международен хит. През януари 2007 г. албумът стига платинени продажби и е преиздаден, като към него са включени 2 нови песни. Песента „Ένα“ взима награда за „Най-добро лаико видео“ на наградите на MAD.
На 4 декември 2007 г. е издаден албумът „Τρέξε“ („Бягай“). Удостоен е със златен сертификат в първата седмица след излизането си. На 20 януари 2008 г. като сингли са пуснати песните „Δύο ξένοι“ („Двама чужди“) и „Και μετά“ („И после“). Албумът става платинен в шестата седмица и Пеги получава удостоверение за това на 22 януари 2008 г.
На наградите на MAD изпълнява песента „2 Hearts“ („Две сърца“), а също така печели наградата за „Модна икона на годината“ с песента „Τρέξε“.
През зимата на 2007 – 2008 година пее в клуба „Йера одос“ в Атина заедно с Пасхалис Терзис.

### 2008 – 2009 г.: „Best of +“ и „Το πάθος είναι αφορμή“
През лятото на 2008 г. издава двойния сборен албум „Best of +“ с 3 нови песни по музика и текст на Йоргос Мукидис. Албумът се продава над 20 000 копия (златен). Песента „Το καλοκαίρι“ („Лятото“) няколко месеца е хит номер едно в класациите.
Албумът „Το πάθος είναι αφορμή“ („Страстта е причина“) излиза през май 2009 г. и песните в него са по музика на Йоргос Сабанис и Йоргос Мукидис, а текстовете – на Елеана Врахали, Манос Елефтериу, Йоргос Мукидис, Вики Геротодору и Янис Доксас.
Първият сингъл е песента „Αναθεώρησα“ („Размислих“) и заснетият към нея клип е дело на Констандинос Ригос, който заснема всички клипове на Зина от 2005 г. насам. След допитване до феновете втората песен с видеоклип е „Έλα, νήχτα“ („Ела, нощ“), а по коледните празници с клип се сдобива и песента „Χάνομαι“ („Губя се“). Песента „Αν μ' αγαπάς“ („Ако ме обичаш“) се смята за най-големия хит в албума.
През зимата Пеги отново изнася концерти в „Йера одос“ заедно с Димитрис Митропанос, които имат огромен успех. През януари 2010 г. „Το πάθος είναι αφορμή“ е обявен за двойно платинен.

### 2010 – 2011 г.: „Ευαίσθητη… ή λογική;“ и майчинство
На 12 октомври 2010 г. в Гърция и Кипър е разпространен 11-ият ѝ студиен албум – „Ευαίσθητη… ή λογική;“ („Чувствителна… или логична?“). Авторите на песните от албума са Янис Христодулопулос и Елеана Врахали. След издаването си албумът е номер едно в класацията за гръцки албуми цели три седмици. На 13 декември същата година в Metropolis Live в Атина се провежда сертифицирането на албума, който отново е двойно платинен. Песента „Ρώτησα“ („Попитах“) е единствената песен с видеоклип от албума.
В началото на 2011 г. албумът е преиздаден с една нова песен – „Στο δικό μου τον πλανήτη“ („На моята планета“), придружена с видеоклип. На 11 септември се появява нова песен, озаглавена „Είχα πει, θα φύγω“ („Казах, ще си тръгна“). Песента е кавър на песента Paris („Париж“) на испанската група „Ла Ореха де Ван Гог“. На 4 октомври се завърта видеоклипът на песента, а Пеги Зина не взима участие в него поради напредналата си бременност. Режисьорът на видеото, Констандинос Ригос, представя една разходка из вековете и разказва за две влюбени души, които запазват любовта си.
На 8 октомври същата година Пеги ражда първото си дете, което кръщава Илектра. Въпреки това певицата не спира да работи и до края на годината издава песните „Ένα τραγούδι“ („Една песен“), която е дует с Евридики и „Εγώ θα τραγουδήσω“ („Аз ще пея“).

### 2012 – 2014 г.: „Σου χρωστάω ακόμα ένα κλάμα“ и концертен албум
През януари 2012 г. излиза песента „Τη μοναξιά δικάζω“ („Самотата съдя“) в дует с Андонис Вардис.
Пеги се завръща официално на музикалната сцена и изнася огромен брой концерти из цяла Гърция, в клуб „Thea“ заедно с Паола Фока, както и концерти в Германия, които имат много голям успех. През март се появява песента „Σου χρωστάω ακόμα ένα κλάμα“ („Дължа ти още един плач“), придружена от видеоклип, на който режисьор е отново Констандинос Ригос. На 4 октомври същата година издава 12-ия си студиен албум, който носи името на песента – „Σου χρωστάω ακόμα ένα κλάμα“. В хитове се превръщат песните „Να μη μου γράφεις „Σ' αγαπώ““ („Не ми пиши „Обичам те“), „Εγώ στα λέω“ („Аз ти го казвам“) и „Μείνε εδώ μαζί μου“ („Остани тук с мен“).
В началото на 2013 г. излиза песента „Από τη Σμύρνη είμαι εγώ“ („От Измир съм аз“). На 22 март същата година „Σου χρωστάω ακόμα ένα κλάμα“ е обявен за платинен по продажби. През април издава песента „Nα μη ξεχάσεις ποτέ“ („Да не забравяш никога“).
През септември се завръща с нова песен и видеоклип към нея – „Πάρε δρόμο“ („Хващай пътя“) по музика на Йоргос Сабанис и текст на Елени Янацуля. Песента е поредният голям хит на певицата, но тя не спира дотук и през декември излиза песента „Ήρθα“ („Дойдох“) по текст и музика на Йоргос Мукидис. На 19 декември излиза първият концертен албум на певицата – двоен и съдържащ общо 60 песни.
През октомври 2014 г. записва и издава хита „Μόνη καρδιά“ („Самотно сърце“), написан от Стратос Андипариотис (Стан).

### 2015 – настояще: „Πάρα πολλά“
През 2015 г. започва подготовка за нов албум. През март излиза видеото към песента „Με την πλάτη στον τοίχο“ („С гръб до стената“). През лятото изнася концерти из страната заедно с Костас Хадзис и издава песента „Αυτό ζητάω μόνο“ („Това желая само“). През септември излиза песента „Έλα γρήγορα“ („Ела бързо“), а през октомври заминава на турне в САЩ. Видеото към песента излиза на 20 октомври. Албумът „Πάρα πολλά“ („Твърде много“) е издаден на 13 ноември същата година.
В началото на 2016 г. е обявена за ментор в четвъртия сезон на гръцкото издание на „The X Factor“. На 25 януари 2016 г. „Πάρα πολλά“ е обявен за двойно платинен в Гърция.

## Дискография

### Студийни албуми
- 1995 – Πέγκυ Ζήνα
- 1998 – Ανέβαινες
- 2001 – Ένα χάδι
- 2002 – Βρες έναν τρόπο…
- 2003 – Μαζί σου
- 2004 – Ματώνω
- 2005 – Νόημα
- 2006 – Ένα
- 2007 – Τρέξε
- 2009 – Το πάθος είναι αφορμή
- 2010 – Ευαίσθητη… ή λογική;
- 2012 – Σου χρωστάω ακόμα ένα κλάμα
- 2013 – Live + 4 Νέα Τραγούδια
- 2015 – Πάρα πολλά
- 2018 – Έλα